# リカルダス・ベランキス
リカルダス・ベランキス (Ričardas Berankis, IPA: [ˈrʲɪtʃɐrdɐs bʲɛˈrɐŋʲˑkʲɪs], 1990年6月21日 - ) は、リトアニア・ヴィリニュス出身の男子プロテニス選手。自己最高ランキングはシングルス50位、ダブルス139位。ATPツアーはシングルスでの優勝はなし。ダブルスは1勝を挙げている。身長175cm。右利き、バックハンド・ストロークは両手打ち。

## 選手経歴

### ジュニア時代
ベランキスは2歳のときにテニスを始めた。最初は6歳の姉リナが面倒を見ていた。ベランキスの最初のコーチはユルバルカス出身のバルダス・アドマイティスであった。9歳のときに自宅から200キロメートル以上離れたテニススクールでコーチをしていたRemigijus Balžekasから招待を受けて、彼の指導を受けながら長い師弟関係と友情が生まれた。

### 2007年 ジュニア世界1位
ジュニアのグランドスラムにおいて、2007年全豪オープンと2007年ウィンブルドン選手権ではベスト4入り。2007年全仏オープンではベスト8入りをする。そして2007年全米オープン (テニス) ではグランドスラム初優勝を果たし、ジュニア世界ランキング1位を記録した。年間最終ランキングは698位。

### 2010年 トップ100入り
2010年ウィンブルドン選手権でグランドスラム初出場を果たすと、1回戦でカーステン・ボールを破りグランドスラム初勝利を果たす。年間最終ランキングは87位。

### 2011年 グランドスラム3回戦進出
2011年全豪オープンでは2回戦での第27シードのダビド・ナルバンディアンの途中棄権で3回戦進出を果たす。年間最終ランキングは125位。

### 2012年 ツアー初の決勝進出

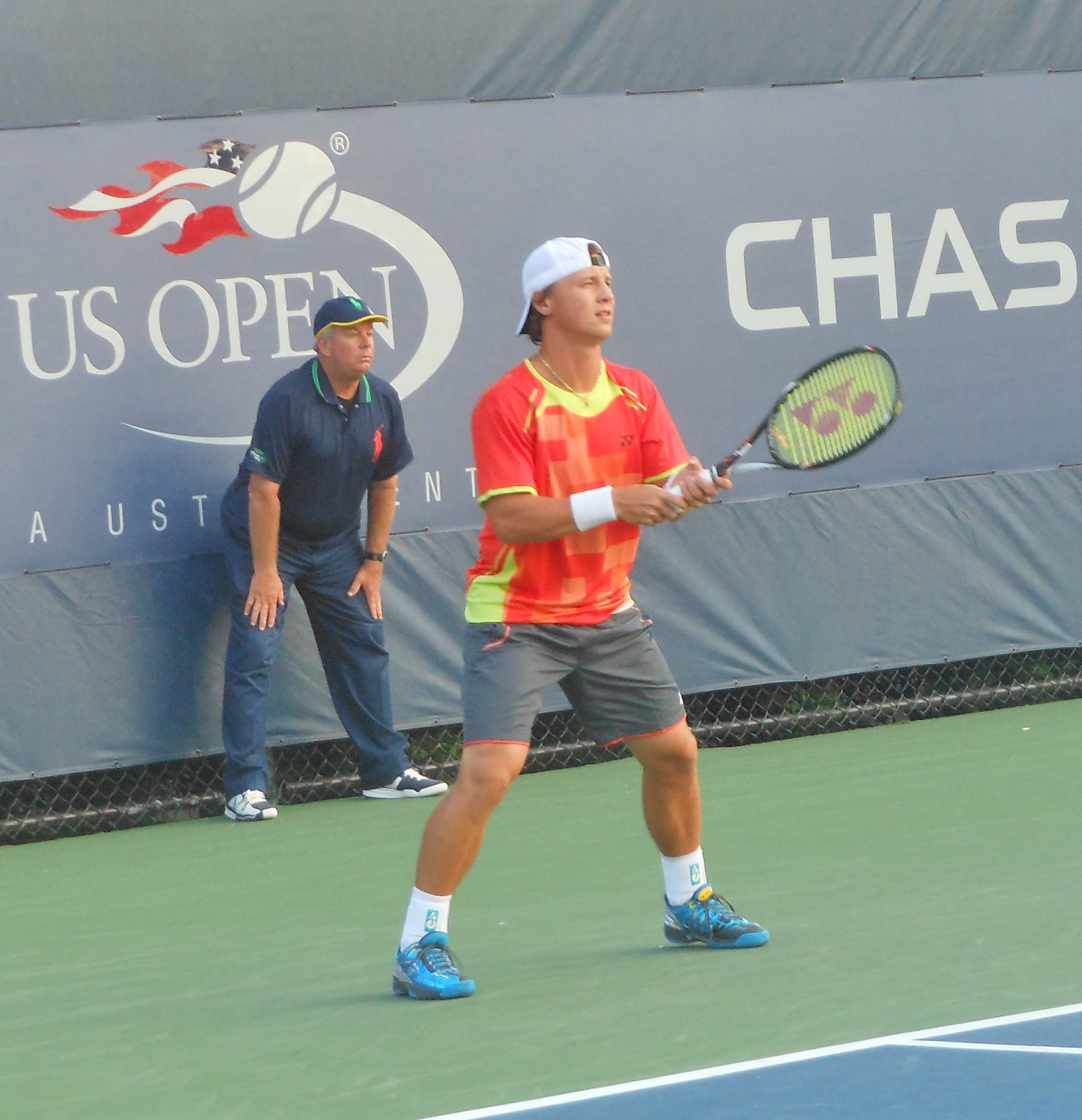
2012年全米オープンでのリカルダス・ベランキス

2012年ファーマーズ・クラシックでは予選からATPツアーで自身初の決勝進出。決勝でサム・クエリーに敗れ準優勝。年間最終ランキングは114位。

### 2013年 グランドスラム3回戦進出
2013年全豪オープンでは2回戦で第25シードのフロリアン・マイヤーを破り3回戦進出。年間最終ランキングは131位。

### 2015年 ツアーダブルス初優勝
2015年4月16日、全米男子クレーコート選手権では決勝でトレト・ユーイ/スコット・リプスキーを6-4, 6-4のストレートで破り、ツアーダブルス初優勝を果たした。年間最終ランキングは85位。

### 2016年 トップ50入り

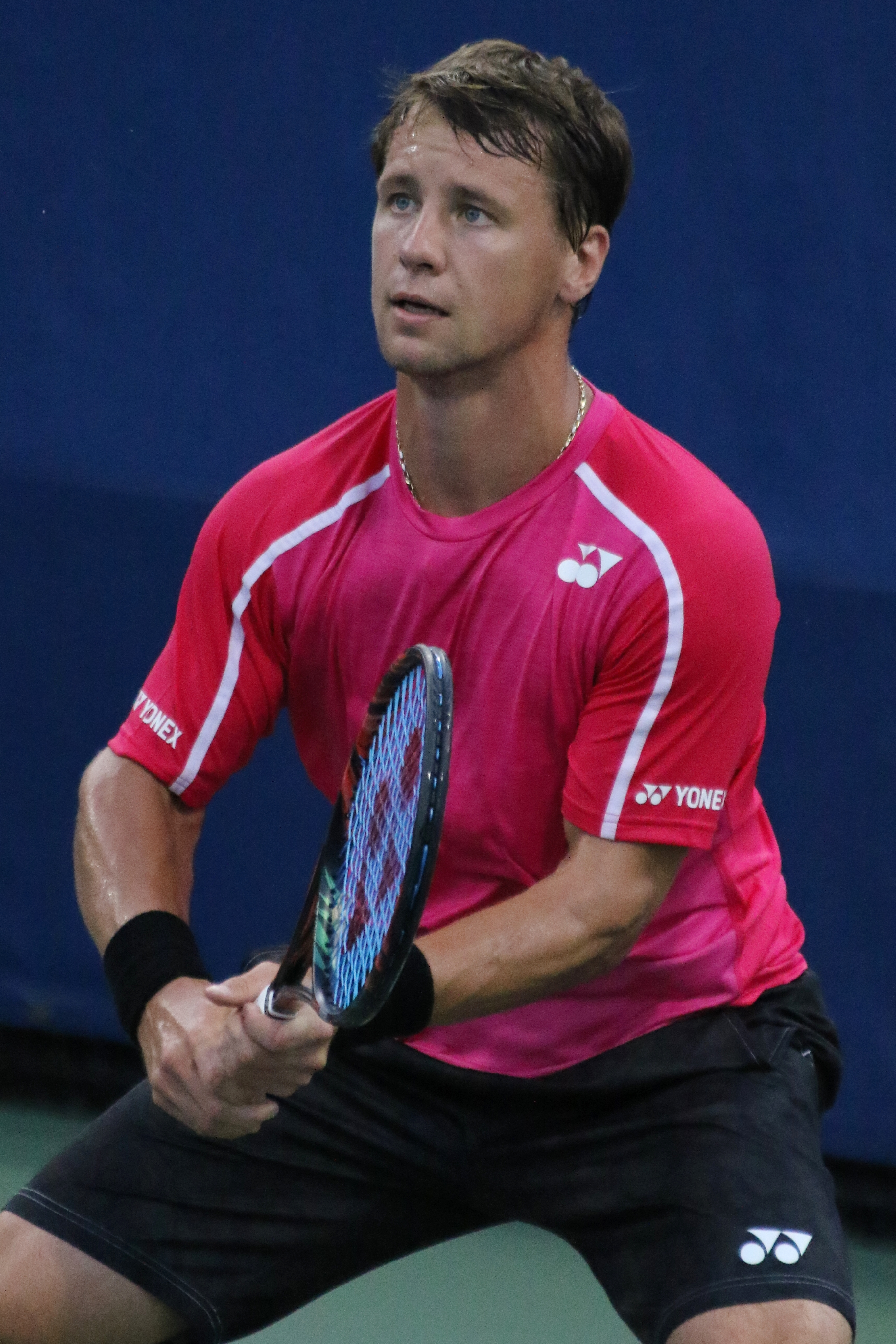
2016年全米オープンでのリカルダス・ベランキス

2016年リオ五輪では1回戦でオーストラリアのジョン・ミルマンに0-6, 0-6のストレートで敗れ、オリンピックで初めてタブルベーグルで敗れた選手となった。年間最終ランキングは92位。

### 2017年 ツアー2度目の決勝進出
2017年クレムリン・カップでは5年ぶりにツアー決勝進出。決勝でダミル・ジュムールに敗れ準優勝。年間最終ランキングは138位。

### 2018年 チャレンジャー3度の決勝進出
1月のレンヌ・チャレンジャーでは1回戦でマチアス・ブルグ、2回戦でシモーネ・ボレッリ、準々決勝でグレブ・サハロフ、準決勝でリアム・ブローディを破って決勝進出。決勝でバセク・ポシュピシルに敗れ準優勝。サン＝ブリユー・チャレンジャーでは1回戦でカミル・マイフシャク、2回戦でマキシム・ジャンビエ、準々決勝でデニス・ノバック、準決勝でユルゲン・ゾップ、決勝でコンスタン・レスティエンヌを破って優勝し、トップ100に返り咲く。モゼール・オープンでは1回戦でマクシミリアン・マーテラー、2回戦でステファノス・チチパスを破って準々決勝進出。クレムリン・カップでは予選からの出場となり、1回戦でブラズ・カブチッチ、2回戦でアレクサンダー・ブブリクを破って本戦に出場し、本戦では1回戦でデニス・イストミン、2回戦でアルヤジ・ベデネを破って準々決勝進出。10月に行われたブレスト・チャレンジャーでは1回戦でマイケル・モー、2回戦でカンタン・アリス、準々決勝でハウメ・ムナル、準決勝でロベルト・カルバリェス・バエナを破って決勝進出。決勝ではフベルト・フルカチュに破れ準優勝。年間最終ランキングは117位。

### 2019年 チャレンジャー4勝目
カタール・エクソンモービル・オープンでは予選からの出場となり、1回戦でデニス・ノバック、2回戦でパオロ・ロレンツィを破って本戦に出場し、本戦の1回戦でダビド・ゴファンを破ったが、2回戦でドゥシャン・ラヨビッチに敗れた。レンヌ・チャレンジャーでは2年連続で決勝進出。決勝ではアントワン・ホアンを下し優勝。ドバイ・テニス選手権では予選からの出場となり、1回戦でコンスタン・レスティエンヌ、2回戦でミルザ・バシッチを破って本戦に出場し、本戦では1回戦でダニール・メドベージェフ、2回戦でデニス・クドラを破って準々決勝進出。準々決勝ではガエル・モンフィスに敗れた。3月に行われたドラモンビル・チャレンジャーでは決勝でヤニック・メイデンを破り優勝。5月に行われた釜山チャレンジャーでは準決勝で内山靖崇を破って決勝進出。決勝ではアンドリュー・ハリスを下し2019年チャレンジャー3勝目となった。

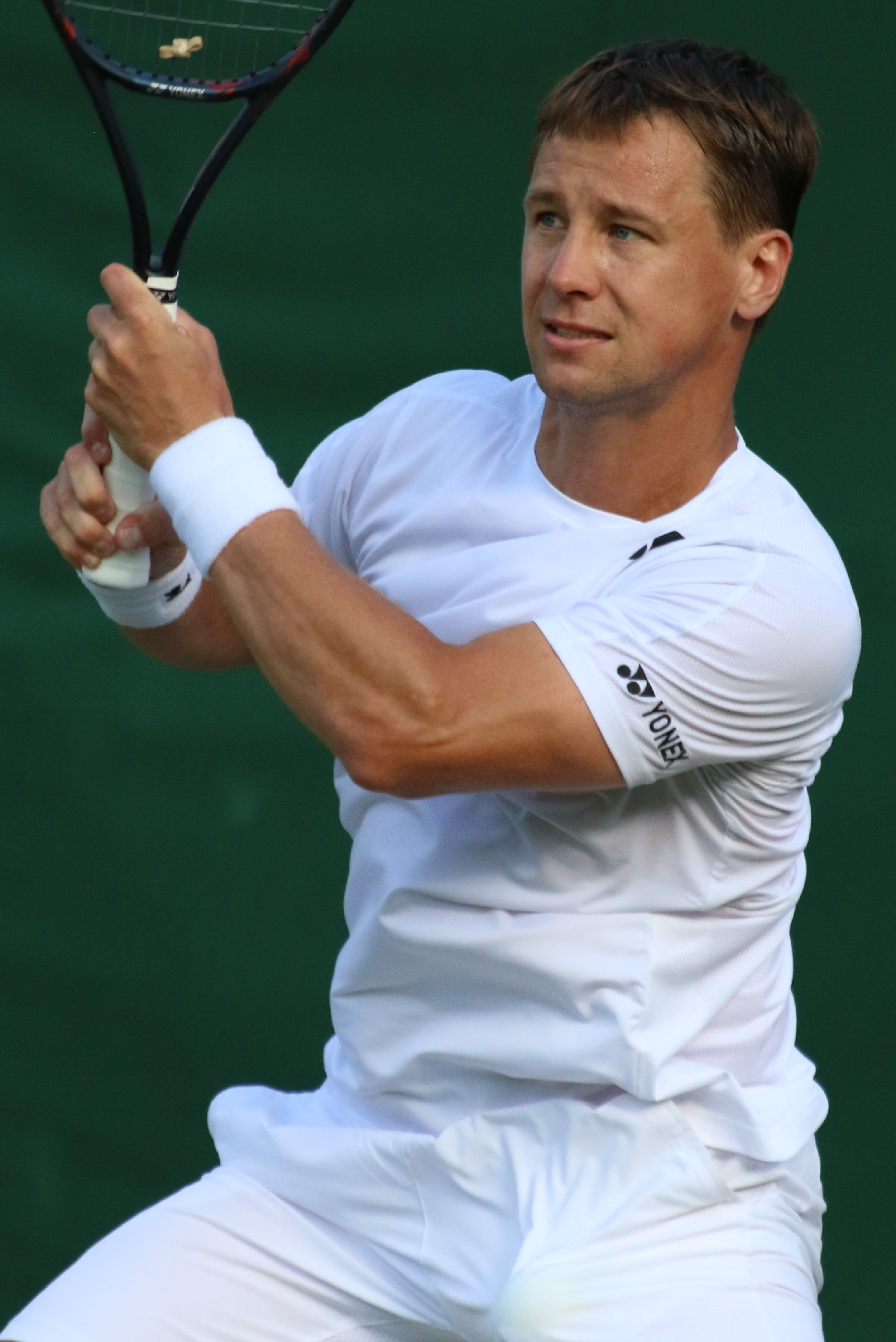
2019年ウィンブルドン選手権でのリカルダス・ベランキス

ウィンブルドンでは1回戦でデニス・シャポバロフを7-6,6-4,6-3でストレートで下すも、2回戦ではジョー＝ウィルフリード・ツォンガ相手に6-7,3-6,3-6のストレート負けだった。8月に行われたバンクーバー・チャレンジャーでは準々決勝でタナシ・コッキナキス、準決勝で添田豪を破って決勝進出。決勝では莊吉生を下しチャレンジャー4勝目。全米オープンでは1回戦でイジー・ベセリーを4-6,7-6,3-6,7-6,6-4とフルセットで破ったが、2回戦でパブロ・カレーニョ・ブスタ相手に4-6,7-6,2-6,0-6で敗れた。年間最終ランキングは66位。

### 2020年 グランドスラム3回戦進出
全豪オープンでは1回戦でロベルト・カルバリェス・バエナを6-4,6-2,6-2でストレートで下す。2回戦でサム・クエリー相手に6-7,6-4,4-6,4-6で敗れた。第2シードで臨んだマハラシュトラ・オープンは2回戦でセドリク・マルセル・ステベ、準々決勝で杉田祐一を破って準決勝へ進出したが、準決勝ではベセリーに7-6,6-7,6-7で敗れた。ウエスタン・アンド・サザン・オープンでは予選からの出場となり、1回戦でアレハンドロ・ダビドビッチ・フォキナ、2回戦で内山靖崇を破って本戦に出場し、本戦では1回戦でトミー・ポールを破ったが、2回戦でノバク・ジョコビッチに敗れた。全米オープンでは1回戦でフェデリコ・ガイオを7-6,4-6,6-4,6-4で下し、2回戦ではスティーブ・ジョンソンを7-5,6-2,1-6,7-6で破って3回戦進出。3回戦ではカレーニョ・ブスタ相手に4-6,3-6,2-6のストレート負けだった。全仏オープンでは1回戦でウーゴ・デリエンを6-1,6-4,6-4でストレートで下したが、2回戦ではジョコビッチ相手に1-6,2-6,2-6のストレート負け。年間最終ランキングは69位。

### 2021年 グランドスラム3回戦進出

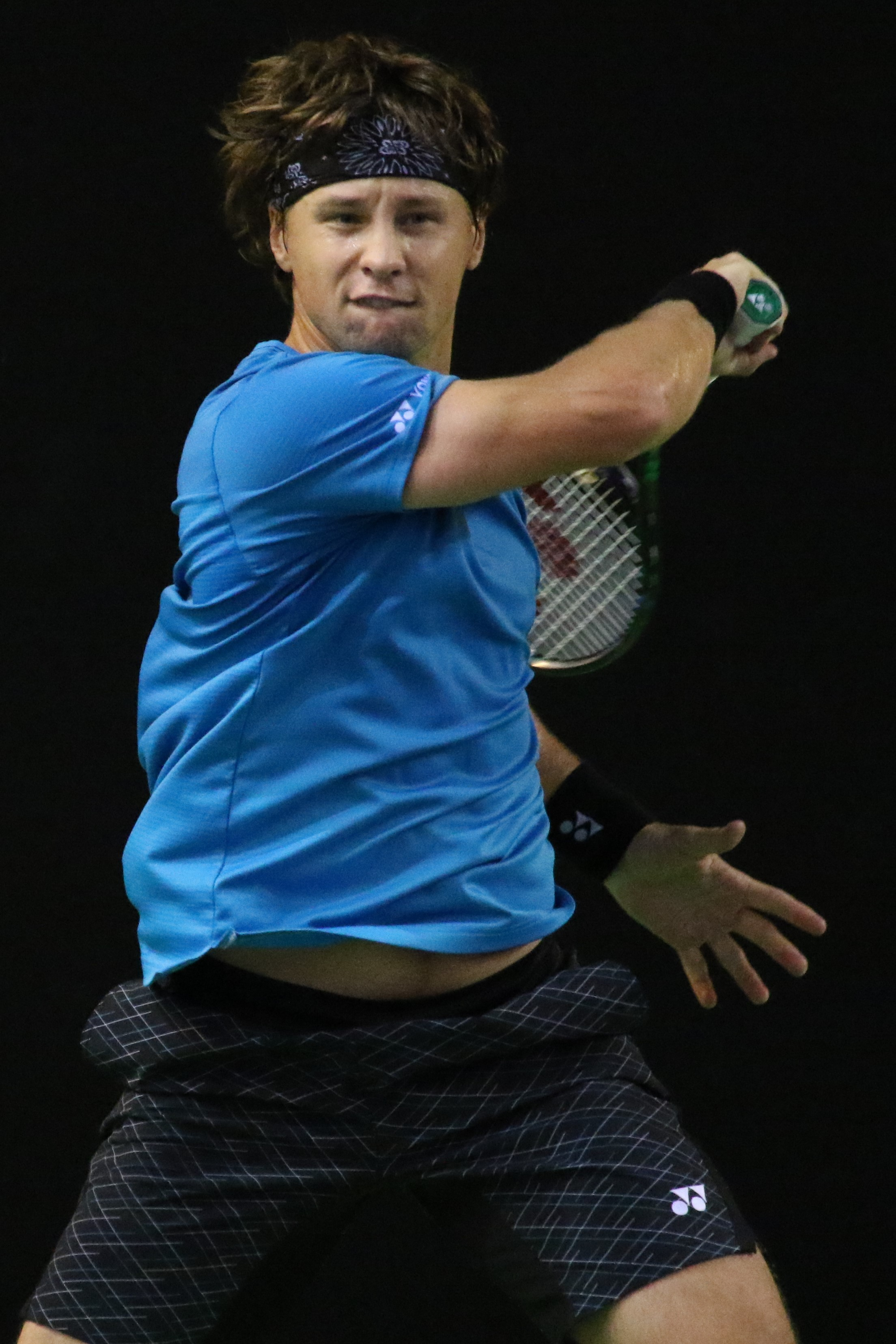
2021年国際テニス・ヴァンデでのリカルダス・ベランキス

マリー・リバー・オープンでは1回戦でスミト・ナガル、2回戦でジェイソン・キュブラーを破って3回戦進出。全豪オープンでは1回戦でスミト・ナガルを6-2,7-5,6-3でストレートで下したが、2回戦ではカレン・ハチャノフ相手に2-6,4-6,4-6のストレート負け。全仏オープンでは1回戦でユーゴ・アンベールを6-4,6-4,2-6,6-4で下し、2回戦はジェームズ・ダックワースを7-5,2-6,7-6,6-0で破って3回戦進出。3回戦ではジョコビッチ相手に1-6,4-6,1-6のストレート負け。シティ・オープンでは1回戦でミッチェル・クルーガー、2回戦でミオミル・ケツマノビッチを破って3回戦進出。クレムリン・カップでは予選からの出場となり、1回戦でドミトリー・ポプコ、2回戦でボルナ・ゴヨを破って本戦に出場し、本戦では1回戦でエフゲニー・ドンスコイ、2回戦でフェデリコ・コリア、準々決勝でアドリアン・マナリノを破って準決勝へ進出したが、準決勝ではマリン・チリッチに3-6,4-6のストレート負け。年間最終ランキングは104位。

### 2023年 チャレンジャー15勝目

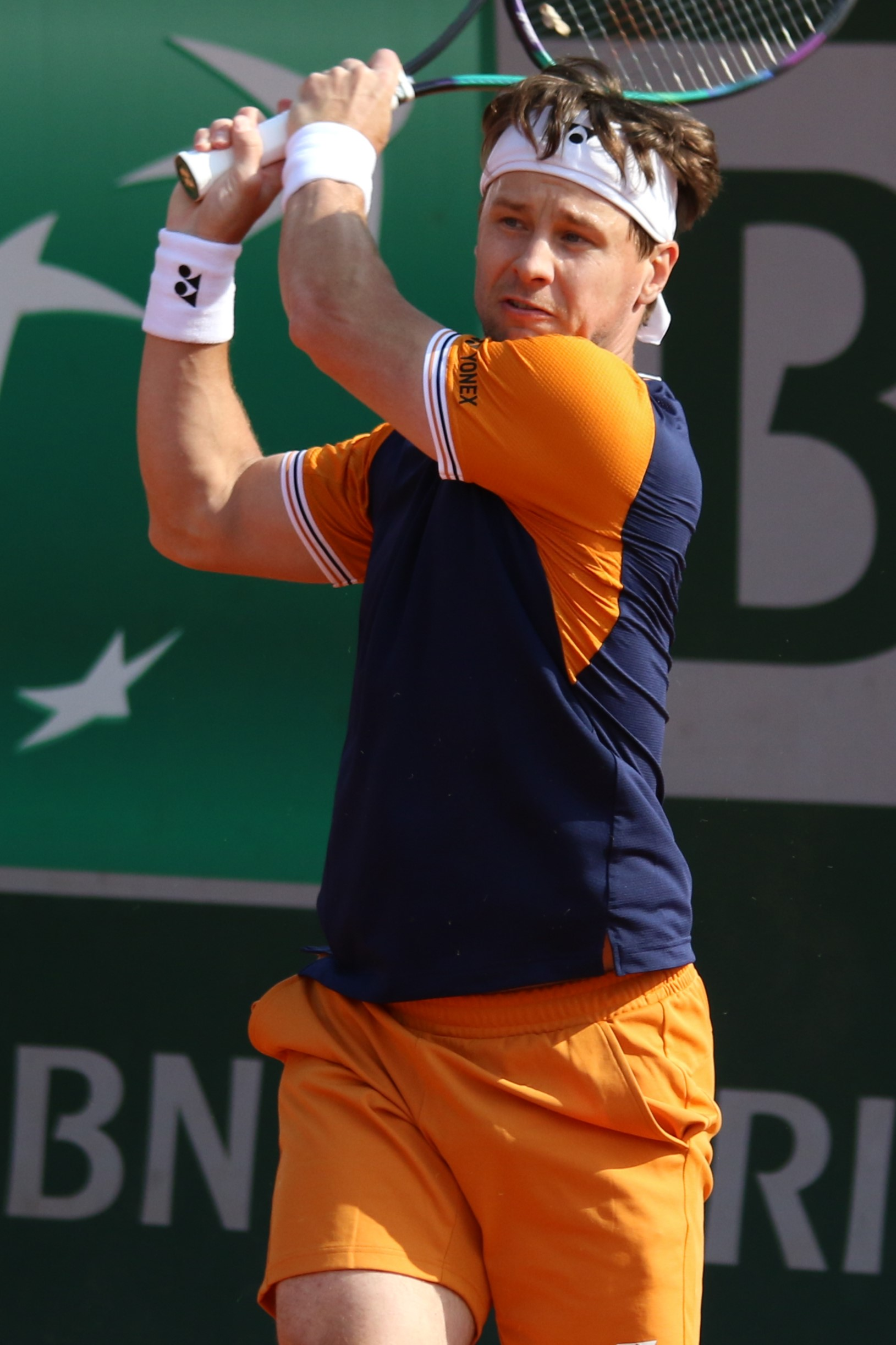
2023年全仏オープンでのリカルダス・ベランキス

2023年3月のアルモニー・ミュチュエル・オープンでは決勝でダン・アディードを6-3, 6-7(3), 7-6(5)で破り、チャレンジャー14勝目を挙げた。さらに6月のカルヴァン・エムリでは決勝でブロワチャレンジャーを7-6(4), 7-5のストレートで破り、チャレンジャー15勝目を挙げた。年間最終ランキングは237位。

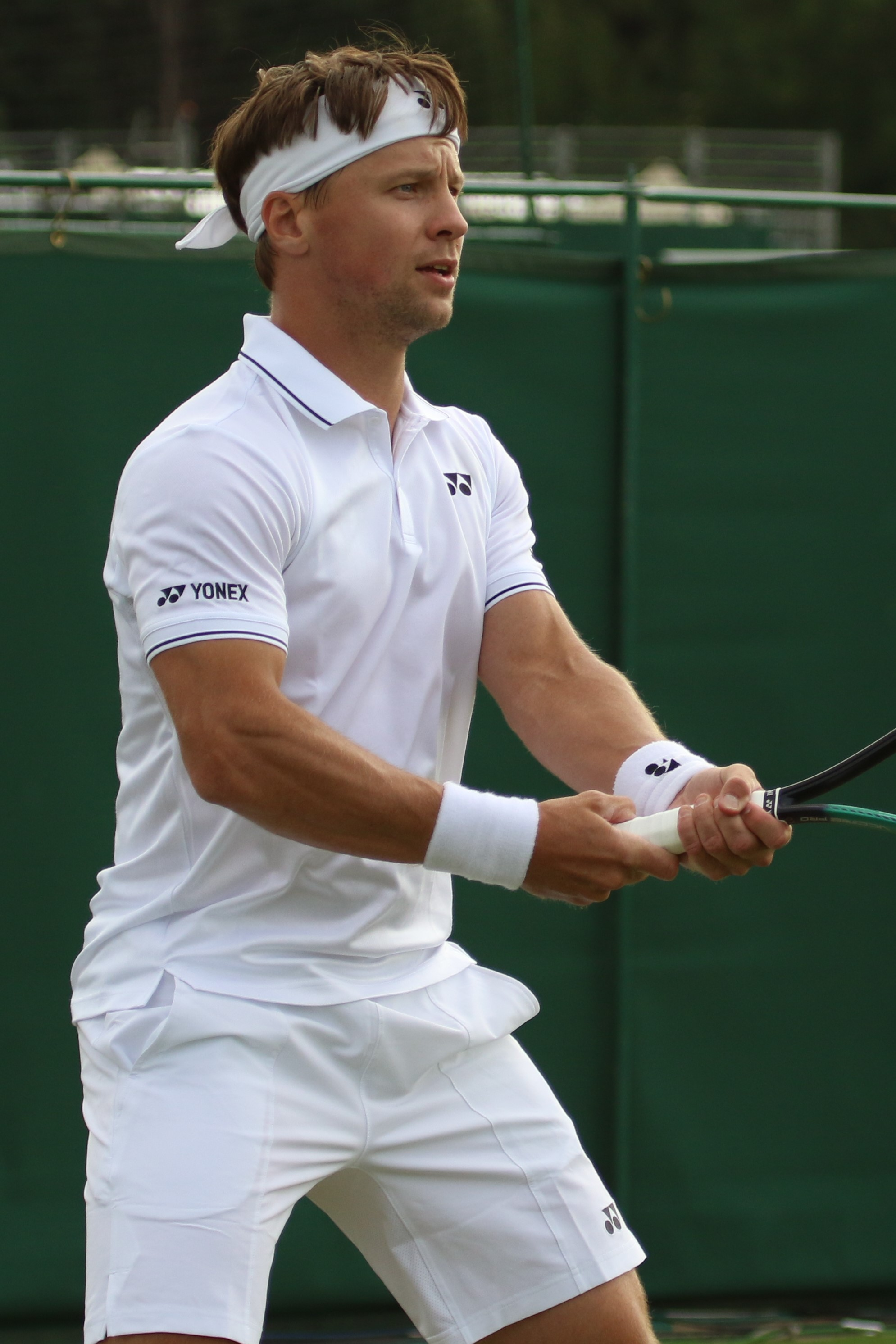
2023年ウィンブルドン選手権でのリカルダス・ベランキス

## プレースタイル
身長は175cmと小柄だが、時速190km以上のサーブを打つことができる。

## ATPツアー決勝進出結果

### シングルス: 2回 (0勝2敗)
| 大会グレード                            |
| グランドスラム (0-0)                    |
| ATPワールドツアー・ファイナル (0-0)     |
| ATPワールドツアー・マスターズ1000 (0-0) |
| ATPワールドツアー・500シリーズ (0-0)    |
| ATPワールドツアー・250シリーズ (0-2)    |

| サーフェス別タイトル |
| ハード (0–2)         |
| クレー (0-0)         |
| 芝 (0-0)             |
| カーペット (0-0)     |

| 結果   | No. | 決勝日         | 大会         | サーフェス   | 対戦相手           | スコア        |
| ------ | --- | -------------- | ------------ | ------------ | ------------------ | ------------- |
| 準優勝 | 1.  | 2012年7月29日  | ロサンゼルス | ハード       | サム・クエリー     | 0–6, 2–6      |
| 準優勝 | 2.  | 2017年10月22日 | モスクワ     | ハード(室内) | ダミル・ジュムール | 2–6, 6–1, 4–6 |

### ダブルス:1回 (1勝0敗)
| 結果 | No. | 決勝日        | 大会         | サーフェス | パートナー               | 対戦相手                            | スコア   |
| ---- | --- | ------------- | ------------ | ---------- | ------------------------ | ----------------------------------- | -------- |
| 優勝 | 1.  | 2015年4月26日 | ヒューストン | クレー     | ティムラズ・ガバシュビリ | トレト・ユーイ スコット・リプスキー | 6–4, 6–4 |

## 成績
略語の説明
| W | F | SF | QF | #R | RR | Q# | LQ | A | Z# | PO | G | S | B | NMS | P | NH |

W=優勝, F=準優勝, SF=ベスト4, QF=ベスト8, #R=#回戦敗退, RR=ラウンドロビン敗退, Q#=予選#回戦敗退, LQ=予選敗退, A=大会不参加, Z#=デビスカップ/BJKカップ地域ゾーン, PO=デビスカップ/BJKカッププレーオフ, G=オリンピック金メダル, S=オリンピック銀メダル, B=オリンピック銅メダル, NMS=マスターズシリーズから降格, P=開催延期, NH=開催なし.
| 大会           | 2010 | 2011 | 2012 | 2013 | 2014 | 2015 | 2016 | 2017 | 2018 | 2019 | 通算成績 |
| -------------- | ---- | ---- | ---- | ---- | ---- | ---- | ---- | ---- | ---- | ---- | -------- |
| 全豪オープン   | A    | 3R   | LQ   | 3R   | 1R   | 2R   | 1R   | A    | 1R   | LQ   | 8-9      |
| 全仏オープン   | LQ   | A    | A    | 1R   | LQ   | 1R   | 1R   | 1R   | 1R   | 1R   | 3-9      |
| ウィンブルドン | 2R   | A    | LQ   | 1R   | LQ   | 2R   | 1R   | 1R   | 1R   | 2R   | 4-9      |
| 全米オープン   | 2R   | LQ   | LQ   | 1R   | LQ   | 2R   | 2R   | 1R   | 1R   | 2R   | 6-9      |

### 大会最高成績
| 大会                 | 成績 | 年         |
| -------------------- | ---- | ---------- |
| ツアーファイナル     | A    | 出場なし   |
| インディアンウェルズ | 2R   | 2011, 2019 |
| マイアミ             | 2R   | 2021       |
| モンテカルロ         | A    | 出場なし   |
| マドリード           | Q2   | 2015       |
| ローマ               | Q1   | 2013       |
| カナダ               | 1R   | 2021       |
| シンシナティ         | 2R   | 2020       |
| 上海                 | Q1   | 2014       |
| パリ                 | 1R   | 2019       |
| オリンピック         | 1R   | 2016       |
| デビスカップ         | Z3   | 2007, 2012 |